# Старе Місто (гміна)
Гміна Старе Місто — сільська гміна у Підгаєцькому повіті Тернопільського воєводства Другої Речі Посполитої. Адміністративним центром гміни було село Старе Місто.
Гміна утворена 1 серпня 1934 року в рамках нового закону про самоврядування (23 березня 1933 року).
Площа гміни — 68,07 км²

Кількість житлових будинків — 1045

Кількість мешканців — 5765
Гміну створено на основі давніших сільських гмін Старе Місто, Мужилів, Теляче (1964 року село Теляче перейменували на Мирне) та Голендра (присілок з колишньої гміни Галич).